# Caol Ila
Pour les articles homonymes, voir Ila.
Caol Ila (prononcé /kʌl ˈiːlə/ - terme gaélique pour détroit d’Islay) est une distillerie de whisky située sur l’île d’Islay près de Port Askaig, en Écosse, où il n'est pas rare de voir s'ébattre des phoques. La distillerie a été fondée en 1846 sur un site choisi par Hector Henderson et brièvement repris par Norman Buchanan, propriétaire de la distillerie Isle of Jura, en 1854. Elle appartient aujourd’hui à l'entreprise Diageo. En 2018, le manager de la distillerie[Quoi ?] est le français Pierrick Guillaume.
Ses alambics se composent de trois wash stills et trois spirits stills. Sa production est de 3,6 millions de litres d’alcool par an.
Elle produit un single malt très renommé vendu en nom propre et par des embouteilleurs indépendants et qui mettent en valeur ce single malt au goût iodé, fumé et tourbé :
- Caol Ila 12 ans
- Caol Ila 16, 17 et 18 ans
- Caol Ila Cask Strength
- Caol Ila 8 ans Unpeated Style Bottled in 2006
- Caol Ila 25 ans 1978
- Caol Ila 25 ans 1979
- et autrefois un Caol Ila 15 ans dans la gamme Flora & Fauna